# Juan Lorca
Juan Gonzalo Lorca Donoso (Santiago del Cile, 15 gennaio 1985) è un calciatore cileno, attaccante del Cóndor de Pichidegua.

## Palmarès
- Campionato cileno: 1

Apertura: 2007